# أحمد إبراهيم (سياسي)
أحمد إبراهيم (بالإنجليزية: Ahmed Ibrahim) هو سياسي غاني، ولد في 6 مايو 1974. حزبياً، نشط في المؤتمر الوطني الديمقراطي ‏. في الانتخابات العامة الغانية 2016، انتخب عضو البرلمان السابع لجمهورية غانا الرابعة ‏ عن دائرة Banda (Ghana parliament constituency) ‏ وقد انضم خلال فترته النيابية ‏ (7 يناير 2017 – )  للكتلة البرلمانية المؤتمر الوطني الديمقراطي ‏.